# Dispositivi di protezione collettiva
Nell'ambito della sicurezza sul lavoro, per dispositivi di protezione collettiva (abbreviato in DPC) si intendono dei dispositivi che hanno il compito di limitare un rischio o contenere un danno per la salute dei lavoratori. Si differenziano dai dispositivi di protezione individuale (DPI) in quanto a differenza di questi ultimi ciascun dispositivo protegge un insieme di persone esposte ad un certo rischio anziché solamente una singola persona.
Nella gerarchia dei controlli del rischio, ai dispositivi di protezione collettiva viene assegnata un'efficacia più alta rispetto ai dispositivi di protezione individuale. Ciò vuol dire che nella valutazione delle misure di sicurezza da adottare per la mitigazione o eliminazione di un rischio si dovrebbe valutare anzitutto la possibilità di adozione di dispositivi di protezione collettiva e solo successivamente la possibilità di adozione di dispositivi di protezione individuale. Ciò non toglie (anzi è auspicabile) che per lo stesso rischio si adottino sia dispositivi di protezione collettiva sia dispositivi di protezione individuale, oltre ad altre eventuali misure di sicurezza (ad esempio: migliorie progettuali, implementazione e attuazione di apposite procedure, cartellonistica, formazione sulla sicurezza, ecc.).

## Esempi di dispositivi di protezione collettiva
Esempi di dispositivi di protezione collettiva, utilizzati anche in ambito domestico, industriale e in laboratorio, sono:
- Dispositivi per l'estrazione di fumi o vapori (ad esempio cappe da cucina e cappe aspiranti da laboratorio)
- Guardrail
- Corrimano delle scale
- Ponteggi
- Sistemi di pressurizzazione per le aree di lavoro
- Messa a terra
- Gruppi di continuità
- Sistemi di lockout/tagout
- Doppi comandi per presse o ghigliottine
- Schermo per lavori di saldatura, taglio o smerigliatura
- Rivelatore di incendio
- Sprinkler
- Porta tagliafuoco
- Reti di sicurezza
- Armadi ventilati di sicurezza
- Isolatori per asepsi
- Isolatori per contenimento
- Glove box